# Данієл Алвес
Даніє́л А́лвес да Сі́лва (порт.-браз. Daniel Alves da Silva; нар. 6 травня 1983 року, Жуазейро, Бразилія) — відомий як Дані Алвес, бразильський футболіст, правий захисник. Капітан збірної Бразилії.
Другий найтитулованіший гравець в історії футболу — протягом своєї кар'єри здобув 43 трофеї.

## Клубна кар'єра
Данієл розпочав свою кар'єру у бразильському клубі «Баїя» і там його запримітили скаути з Європи.
Після виступу за молодіжну збірну Бразилії його взяла в оренду на шість місяців «Севілья». У 2006 році він продовжив контракт з «Севільєю» до 2012 року.
7 червня 2008 року він підписав контракт з «Барселоною». До цього клубу він прийшов як заміна Джанлуці Дзамбротті, що перейшов до італійського «Мілана».
Провівши в «Барселоні» 8 років, влітку 2016 року Алвес на правах вільного агента перейшов до «Ювентуса».
Після сезону в італійському клубі Дані став гравцем французького «ПСЖ».
Влітку 2019 року Дані Алвес безкоштовно перейшов до бразильського клубу «Сан-Паулу». На його презентацію у якості гравця клубу прийшло біля 45 тисяч вболівальників.
17 вересня 2021 року розірвав контракт з бразильським клубом.
12 листопада того ж року Дані Алвес повернувся до «Барселони», з якою він підписав контракт до кінця сезону.
За підсумкам літньої трансферної кампанії 2022 року перейшов із «Барселони» до мексиканського «УНАМ Пумас» на правах вільного агента.
У січні 2023 року мексиканський клуб повідомив про припинення контракту.

## Виступи за збірні
Протягом 2002—2003 років залучався до складу молодіжної збірної Бразилії. На молодіжному рівні зіграв у 7 офіційних матчах.
За національну збірну Бразилії Данієл дебютував у жовтні 2006 року в матчі проти збірної Еквадору, а за три дні вийшов в основному складі проти збірної Кувейту.
15 липня 2007 року Алвес, який на той час став основним гравцем на правому фланзі захисту збірної, забив переможний гол в фіналі Кубка Америки з футболу в якому Бразилія виграла у збірної Аргентини з рахунком 3:0.
У березні 2017 року провів ювілейну, соту, гру за збірну Бразилії, а за рік, у березні 2018, взяв участь у своїй 106-ій грі за неї, обійшовши за цим показником Лусіу і увійшовши до трійки гравців з найбільшою кількістю матчів у формі бразильської національної команди.
Влітку 2019 року 36-річний на той час захисник був основним гравцем збірної на тогорічному Кубку Америки, за результатами якого здобув свій другий титул континентального чемпіона.
У 2021 році здобув з олімпійською збірною Бразилії золото на Літніх Олімпійських іграх у Токіо.

## Звинувачення в насильстві
20 січня 2023 року Дані Алвеса було взято під варту через звинувачення у сексуальному насильстві.
22 лютого суд Барселони визнав Алвеса винним у зґвалтуванні, призначивши йому ув'язнення терміном 4,5 роки. Того ж місяця іспанська "Барселона" вилучила Алвеса з переліку легенд після вироку в справі про зґвалтування.
| Дата       | Місто            | Господарі            | Результат               | Гості          | Турнір                          | Голи | Примітки        |
| ---------- | ---------------- | -------------------- | ----------------------- | -------------- | ------------------------------- | ---- | --------------- |
| 10-10-2006 | Стокгольм        | Бразилія             | 2 – 1                   | Еквадор        | товариський матч                | -    | 68'             |
| 6-2-2007   | Лондон           | Бразилія             | 0 – 2                   | Португалія     | товариський матч                | -    | 62'             |
| 24-3-2007  | Гетеборг         | Чилі                 | 0 – 4                   | Бразилія       | товариський матч                | -    |                 |
| 27-3-2007  | Стокгольм        | Гана                 | 0 – 1                   | Бразилія       | товариський матч                | -    | 60' 80'         |
| 1-6-2007   | Лондон           | Англія               | 1 – 1                   | Бразилія       | товариський матч                | -    | 64'             |
| 27-6-2007  | Пуерто-Ордас     | Бразилія             | 0 – 2                   | Мексика        | Копа Америка 2007 - 1-й етап    | -    | 79' — 83'       |
| 1-7-2007   | Матурин          | Бразилія             | 3 – 0                   | Чилі           | Копа Америка 2007 - 1-й етап    | -    | 26'             |
| 4-7-2007   | Пуерто-ла-Крус   | Бразилія             | 1 – 0                   | Еквадор        | Копа Америка 2007 - 1-й етап    | -    | 57' — 81'       |
| 15-7-2007  | Маракайбо        | Бразилія             | 3 – 0                   | Аргентина      | Копа Америка 2007 - Фінал       | 1    | 34'             |
| 22-8-2007  | Монпельє         | Бразилія             | 2 – 0                   | Алжир          | товариський матч                | -    | 68'             |
| 9-9-2007   | Чикаго           | США                  | 2 – 4                   | Бразилія       | товариський матч                | -    | 64'             |
| 12-9-2007  | Бостон           | Мексика              | 1 – 3                   | Бразилія       | товариський матч                | -    | 60'             |
| 21-11-2007 | Сан-Паулу        | Бразилія             | 2 – 1                   | Уругвай        | Відбір до ЧС 2010               | -    | 86'             |
| 26-3-2008  | Лондон           | Бразилія             | 1 – 0                   | Швеція         | товариський матч                | -    | 73'             |
| 31-5-2008  | Сіетл            | Бразилія             | 3 – 2                   | Канада         | товариський матч                | -    | 74'             |
| 6-6-2008   | Бостон           | Венесуела            | 2 – 0                   | Бразилія       | товариський матч                | -    | 46'             |
| 18-6-2008  | Белу-Оризонті    | Бразилія             | 0 – 0                   | Аргентина      | Відбір до ЧС 2010               | -    | 79'             |
| 19-11-2008 | Бразиліа         | Бразилія             | 6 – 2                   | Португалія     | товариський матч                | -    | 79'             |
| 10-2-2009  | Лондон           | Бразилія             | 2 – 0                   | Італія         | товариський матч                | -    | 69'             |
| 29-3-2009  | Кіто             | Еквадор              | 1 – 1                   | Бразилія       | Відбір до ЧС 2010               | -    | 24' 82'         |
| 1-4-2009   | Порту-Алегрі     | Бразилія             | 3 – 0                   | Перу           | Відбір до ЧС 2010               | -    |                 |
| 6-6-2009   | Монтевідео       | Уругвай              | 0 – 4                   | Бразилія       | Відбір до ЧС 2010               | 1    |                 |
| 10-6-2009  | Ресіфі           | Бразилія             | 2 – 1                   | Парагвай       | Відбір до ЧС 2010               | -    |                 |
| 15-6-2009  | Блумфонтейн      | Бразилія             | 4 – 3                   | Єгипет         | Кубок Конфедерацій              | -    |                 |
| 25-6-2009  | Йоганнесбург     | Бразилія             | 1 – 0                   | ПАР            | Кубок Конфедерацій              | 1    | 82' 89'         |
| 28-6-2009  | Йоганнесбург     | США                  | 2 – 3                   | Бразилія       | Кубок Конфедерацій              | -    | 66'             |
| 12-8-2009  | Таллінн          | Естонія              | 0 – 1                   | Бразилія       | товариський матч                | -    | 58' 74'         |
| 5-9-2009   | Росаріо          | Аргентина            | 1 – 3                   | Бразилія       | Відбір до ЧС 2010               | -    | 68'             |
| 9-9-2009   | Салвадор         | Бразилія             | 4 – 2                   | Чилі           | Відбір до ЧС 2010               | -    |                 |
| 11-10-2009 | Ла-Пас           | Болівія              | 2 – 1                   | Бразилія       | Відбір до ЧС 2010               | -    | 72'             |
| 14-11-2009 | Доха             | Бразилія             | 1 – 0                   | Англія         | товариський матч                | -    | 64'             |
| 17-11-2009 | Маскат           | Оман                 | 0 – 2                   | Бразилія       | товариський матч                | -    | 65'             |
| 2-3-2010   | Лондон           | Ірландія             | 0 – 2                   | Бразилія       | товариський матч                | -    | 64'             |
| 2-6-2010   | Хараре           | Зімбабве             | 0 – 3                   | Бразилія       | товариський матч                | -    | 46'             |
| 7-6-2010   | Дар-ес-Салам     | Танзанія             | 1 – 5                   | Бразилія       | товариський матч                | -    | 60'             |
| 15-6-2010  | Йоганнесбург     | Бразилія             | 2 – 1                   | Північна Корея | ЧС 2010 - 1-й етап              | -    | 73'             |
| 20-6-2010  | Йоганнесбург     | Бразилія             | 3 – 1                   | Кот-д'Івуар    | ЧС 2010 - 1-й етап              | -    | 67'             |
| 25-6-2010  | Дурбан           | Португалія           | 0 – 0                   | Бразилія       | ЧС 2010 - 1-й етап              | -    |                 |
| 28-6-2010  | Йоганнесбург     | Бразилія             | 3 – 0                   | Чилі           | ЧС 2010 - 1/8 фіналу            | -    |                 |
| 2-7-2010   | Порт-Елізабет    | Нідерланди           | 2 – 1                   | Бразилія       | ЧС 2010 - чвертьфінал           | -    |                 |
| 10-8-2010  | Іст-Ратерфорд    | США                  | 0 – 2                   | Бразилія       | товариський матч                | -    |                 |
| 7-10-2010  | Абу-Дабі         | Іран                 | 0 – 3                   | Бразилія       | товариський матч                | 1    |                 |
| 11-10-2010 | Дербі            | Бразилія             | 2 – 0                   | Україна        | товариський матч                | 1    |                 |
| 17-11-2010 | Доха             | Аргентина            | 1 – 0                   | Бразилія       | товариський матч                | -    |                 |
| 9-2-2011   | Сен-Дені         | Франція              | 1 – 0                   | Бразилія       | товариський матч                | -    |                 |
| 27-3-2011  | Лондон           | Бразилія             | 2 – 0                   | Шотландія      | товариський матч                | -    |                 |
| 4-6-2011   | Гоянія           | Бразилія             | 0 – 0                   | Нідерланди     | товариський матч                | -    | 41'             |
| 3-7-2011   | Ла-Плата (місто) | Бразилія             | 0 – 0                   | Венесуела      | Копа Америка 2011 - 1-й етап    | -    |                 |
| 9-7-2011   | Кордова          | Бразилія             | 2 – 2                   | Парагвай       | Копа Америка 2011 - 1-й етап    | -    | 90+2'           |
| 10-8-2011  | Штутгарт         | Німеччина            | 3 – 2                   | Бразилія       | товариський матч                | -    |                 |
| 5-9-2011   | Лондон           | Бразилія             | 1 – 0                   | Гана           | товариський матч                | -    |                 |
| 7-10-2011  | Сан-Хосе         | Коста-Рика           | 0 – 1                   | Бразилія       | товариський матч                | -    | 53' 89'         |
| 11-10-2011 | Торреон          | Мексика              | 1 – 2                   | Бразилія       | товариський матч                | -    | 7', 44'         |
| 14-11-2011 | Ер-Райян         | Єгипет               | 0 – 2                   | Бразилія       | товариський матч                | -    |                 |
| 28-2-2012  | Санкт-Галлен     | Боснія і Герцеговина | 1 – 2                   | Бразилія       | товариський матч                | -    |                 |
| 15-8-2012  | Стокгольм        | Швеція               | 0 – 3                   | Бразилія       | товариський матч                | -    |                 |
| 7-9-2012   | Сан-Паулу        | Бразилія             | 1 – 0                   | ПАР            | товариський матч                | -    |                 |
| 10-9-2012  | Ресіфі           | Бразилія             | 8 – 0                   | КНР            | товариський матч                | -    | 71'             |
| 14-11-2012 | Нью-Джерсі       | Бразилія             | 1 – 1                   | Колумбія       | товариський матч                | -    |                 |
| 6-2-2013   | Лондон           | Англія               | 2 – 1                   | Бразилія       | товариський матч                | -    |                 |
| 21-3-2013  | Женева           | Бразилія             | 2 – 2                   | Італія         | товариський матч                | -    |                 |
| 25-3-2013  | Лондон           | Бразилія             | 1 – 1                   | Росія          | товариський матч                | -    |                 |
| 2-6-2013   | Ріо-де-Жанейро   | Бразилія             | 2 – 2                   | Англія         | товариський матч                | -    |                 |
| 9-6-2013   | Порту-Алегрі     | Бразилія             | 3 – 0                   | Франція        | товариський матч                | -    |                 |
| 15-6-2013  | Бразиліа         | Бразилія             | 3 – 0                   | Японія         | Кубок Конфедерацій              | -    |                 |
| 19-6-2013  | Форталеза        | Бразилія             | 2 – 0                   | Мексика        | Кубок Конфедерацій              | -    | 76'             |
| 22-6-2013  | Салвадор         | Італія               | 2 – 4                   | Бразилія       | Кубок Конфедерацій              | -    |                 |
| 26-6-2013  | Белу-Оризонті    | Бразилія             | 2 – 1                   | Уругвай        | Кубок Конфедерацій              | -    |                 |
| 30-6-2013  | Ріо-де-Жанейро   | Бразилія             | 3 – 0                   | Іспанія        | Кубок Конфедерацій              | -    | 4º Titolo       |
| 14-8-2013  | Базель           | Швейцарія            | 1 – 0                   | Бразилія       | товариський матч                | -    | 69'             |
| 12-10-2013 | Сеул             | Південна Корея       | 0 – 2                   | Бразилія       | товариський матч                | -    |                 |
| 15-10-2013 | Пекін            | Бразилія             | 2 – 0                   | Замбія         | товариський матч                | -    |                 |
| 5-3-2014   | Йоганнесбург     | ПАР                  | 0 – 5                   | Бразилія       | товариський матч                | -    | 58'             |
| 3-6-2014   | Гоянія           | Бразилія             | 4 – 0                   | Панама         | товариський матч                | 1    | 46'             |
| 6-6-2014   | Сан-Паулу        | Бразилія             | 1 – 0                   | Сербія         | товариський матч                | -    | 72'             |
| 12-6-2014  | Сан-Паулу        | Бразилія             | 3 – 1                   | Хорватія       | ЧС 2014 - 1-й етап              | -    |                 |
| 17-6-2014  | Форталеза        | Бразилія             | 0 – 0                   | Мексика        | ЧС 2014 - 1-й етап              | -    |                 |
| 23-6-2014  | Бразиліа         | Камерун              | 1 – 4                   | Бразилія       | ЧС 2014 - 1-й етап              | -    |                 |
| 28-6-2014  | Белу-Оризонті    | Бразилія             | 1 – 1 д.ч. (3 - 2 п.п.) | Чилі           | ЧС 2014 - 1/8 фіналу            | -    | 106'            |
| 14-6-2015  | Темуко           | Бразилія             | 2 – 1                   | Перу           | Копа Америка 2015 - 1-й етап    | -    |                 |
| 17-6-2015  | Сантьяго         | Бразилія             | 0 – 1                   | Колумбія       | Копа Америка 2015 - 1-й етап    | -    |                 |
| 21-6-2015  | Сантьяго         | Бразилія             | 2 – 1                   | Венесуела      | Копа Америка 2015 - 1-й етап    | -    |                 |
| 27-6-2015  | Консепсьйон      | Бразилія             | 1 – 1 д.ч. (3 – 4 п.п.) | Парагвай       | Копа Америка 2015 - чвертьфінал | -    | 50'             |
| 9-10-2015  | Сантьяго         | Чилі                 | 2 – 0                   | Бразилія       | Відбір до ЧС 2018               | -    |                 |
| 14-10-2015 | Форталеза        | Бразилія             | 3 – 1                   | Венесуела      | Відбір до ЧС 2018               | -    |                 |
| 13-11-2015 | Буенос-Айрес     | Аргентина            | 1 – 1                   | Бразилія       | Відбір до ЧС 2018               | -    |                 |
| 17-11-2015 | Салвадор         | Бразилія             | 3 – 0                   | Перу           | Відбір до ЧС 2018               | -    |                 |
| 25-3-2016  | Ресіфі           | Бразилія             | 2 – 2                   | Уругвай        | Відбір до ЧС 2018               | -    | 76'             |
| 29-3-2016  | Асунсьйон        | Парагвай             | 2 – 2                   | Бразилія       | Відбір до ЧС 2018               | 1    |                 |
| 29-5-2016  | Денвер           | Панама               | 0 – 2                   | Бразилія       | товариський матч                | -    | 65' 77'         |
| 4-6-2016   | Пасадена         | Бразилія             | 0 – 0                   | Еквадор        | Копа Америка 2016 - 1-й етап    | -    | кап.            |
| 8-6-2016   | Орландо          | Бразилія             | 7 – 1                   | Гаїті          | Копа Америка 2016 - 1-й етап    | -    |                 |
| 12-6-2016  | Фоксборо         | Бразилія             | 0 – 1                   | Перу           | Копа Америка 2016 - 1-й етап    | -    |                 |
| 1-9-2016   | Кіто             | Еквадор              | 0 – 3                   | Бразилія       | Відбір до ЧС 2018               | -    |                 |
| 6-9-2016   | Манаус           | Бразилія             | 2 – 1                   | Колумбія       | Відбір до ЧС 2018               | -    | кап.            |
| 6-10-2016  | Натал            | Бразилія             | 5 – 0                   | Болівія        | Відбір до ЧС 2018               | -    |                 |
| 11-10-2016 | Мерида           | Венесуела            | 0 – 2                   | Бразилія       | Відбір до ЧС 2018               | -    |                 |
| 10-11-2016 | Белу-Оризонті    | Бразилія             | 3 – 0                   | Аргентина      | Відбір до ЧС 2018               | -    | кап.            |
| 15-11-2016 | Ліма             | Перу                 | 0 – 2                   | Бразилія       | Відбір до ЧС 2018               | -    |                 |
| 23-3-2017  | Монтевідео       | Уругвай              | 1 – 4                   | Бразилія       | Відбір до ЧС 2018               | -    | 100-а гра - 61' |
| 1-9-2017   | Порту-Алегрі     | Бразилія             | 2 – 0                   | Еквадор        | Відбір до ЧС 2018               | -    |                 |
| 5-9-2017   | Барранкілья      | Колумбія             | 1 – 1                   | Бразилія       | Відбір до ЧС 2018               | -    | 64'             |
| 5-10-2017  | Ла-Пас           | Болівія              | 0 – 0                   | Бразилія       | Відбір до ЧС 2018               | -    |                 |
| 10-10-2017 | Сан-Паулу        | Бразилія             | 3 – 0                   | Чилі           | Відбір до ЧС 2018               | -    |                 |
| 14-11-2017 | Лондон           | Англія               | 0 – 0                   | Бразилія       | товариський матч                | -    | кап. 56'        |
| 23-3-2018  | Москва           | Росія                | 0 – 3                   | Бразилія       | товариський матч                | -    | 83'             |
| 27-3-2018  | Берлін           | Німеччина            | 0 – 1                   | Бразилія       | товариський матч                | -    | кап.            |
| 6-6-2019   | Бразиліа         | Бразилія             | 2 – 0                   | Катар          | товариський матч                | -    | кап. 81'        |
| 9-6-2019   | Порту-Алегрі     | Бразилія             | 7 – 0                   | Гондурас       | товариський матч                | -    | кап.            |
| 14-6-2019  | Сан-Паулу        | Бразилія             | 3 – 0                   | Болівія        | Копа Америка 2019 - 1-й етап    | -    | кап.            |
| 18-6-2019  | Салвадор         | Бразилія             | 0 – 0                   | Венесуела      | Копа Америка 2019 - 1-й етап    | -    | кап.            |
| 22-6-2019  | Сан-Паулу        | Перу                 | 0 – 5                   | Бразилія       | Копа Америка 2019 - 1-й етап    | 1    | кап.            |
| 27-6-2019  | Порту-Алегрі     | Бразилія             | 0 – 0 (4 – 3 п.п.)      | Парагвай       | Копа Америка 2019 - чвертьфінал | -    | кап. 83'        |
| 2-7-2019   | Белу-Оризонті    | Бразилія             | 2 – 0                   | Аргентина      | Копа Америка 2019 - півфінал    | -    | кап. 40'        |
| 7-7-2019   | Ріо-де-Жанейро   | Бразилія             | 3 – 1                   | Перу           | Копа Америка 2019 - Фінал       | -    | кап.            |
| Усього     |                  | Матчів (3 місце)     | 115                     |                | Голів                           | 8    |                 |

## Досягнення
Баїя
- Кубок Нордесте: 2002

Севілья
- Володар Кубка Іспанії: 2006/07
- Володар Суперкубка Іспанії: 2007
- Володар Кубка УЄФА: 2005/06, 2006/07
- Володар Суперкубка УЄФА: 2006

Барселона
- Чемпіон Іспанії: 2008/09, 2009/10, 2010/11, 2012/13, 2014/15, 2015/16
- Володар Кубка Іспанії: 2008/09, 2011/12, 2014/15, 2015/16
- Володар Суперкубка Іспанії: 2009, 2010, 2011, 2013
- Переможець Ліги чемпіонів УЄФА: 2008/09, 2010/11, 2014/15
- Володар Суперкубка УЄФА: 2009, 2011, 2015
- Переможець клубного чемпіонату світу: 2009, 2011, 2015

Ювентус
- Чемпіон Італії: 2016/17
- Володар Кубка Італії: 2016/17

Парі Сен-Жермен
- Чемпіон Франції: 2017/18, 2018-19
- Володар Суперкубка Франції: 2017, 2018
- Володар Кубка французької ліги: 2017/18
- Володар Кубка Франції: 2017/18

### Міжнародні
Бразилія
- Олімпійський чемпіон (1): 2020
- Володар Кубка Америки з футболу: 2007, 2019
- Володар Кубка Конфедерацій: 2009, 2013
- Чемпіон світу (U-20): 2003

### Індивідуальні
- Найкращий захисник Чемпіонату Іспанії: 2008/09